# Juan Méndez de Salvatierra
Juan Méndez de Salvatierra (Salvatierra de los Barros, fecha desconocida del primer tercio del siglo XVI – Granada,  24 de mayo de 1588), fue un sacerdote católico español, arzobispo de Granada

## Biografía

### Primeros años y formación
Nació en la Huerta de los Cuellos, una finca muy próxima a Salvatierra de los Barros, donde trabajaban sus padres, el matrimonio formado por Alonso Méndez y Juana Méndez, labradores muy humildes. Quedó huérfano siendo niño, encargándose de educarlo su tío Aloso Gil que era maestro de escuela, y enviado a estudiar a Alcalá por su tío, sacerdote en Medina Sidonia. Estudió Artes, Teología y Cánones en la Universidad de Alcalá, como colegial del Colegio Mayor de San Ildefonso, donde fue condiscípulo de Cipriano de la Huerga, Benito Arias Montano, Fray Luis de León y del jesuita Diego Laínez, entre otros personajes del Siglo de Oro. También mantuvo relación con Santa Teresa de Jesús y con el padre Juan de Mariana. En Alcalá se licenció en Teología en 1546, doctorándose en 1577.
Gran predicador, fue canónigo en la iglesia magistral de San Justo y Pastor de Alcalá y catedrático de prima de Teología en la universidad, cargo anejo a la canonjía. Más tarde fue canónigo magistral de Cuenca.

### Episcopado
Debido a su fama, fue presentado por Felipe II para el arzobispado de Granada el 15 de mayo de 1576 y nombrado arzobispo el 11 de septiembre de 1577. Tomó posesión mediante poderes entregados al inquisidor de Granada, licenciado Mejía de Lasarte el 19 de diciembre de 1577, e hizo entrada en la archidiócesis el 15 de febrero siguiente.
Durante los diez años de su pontificado en Granada cabe destacar el inicio de la construcción de la iglesia de Santa María de la Alhambra (Santa María de la Encarnación), cuya primera piedra colocó Juan Méndez el 11 de septiembre de 1581; la reapertura del colegio de San Miguel, que había fundado el emperador Carlos V para la formación de jóvenes moriscos, y que el arzobispo Juan Méndez abrió para hospedaje de estudiantes, tanto escolares como universitarios, tras un cierre de más de tres años; la continuación de las obras de la catedral, extendiendo el crucero y elevando la torre; el derribo de la torre Turpiana, donde tuvo lugar el hallazgo de las famosas reliquias, comenzando así el fraude que continuaría unos años más tarde con la aparición de los Plomos del Sacromonte.
Fue protector de Juan Latino, persuadió por carta a santo Toribio de Mogrovejo, que era amigo suyo, para que aceptara el arzobispado de Lima y ejerció profusamente la caridad, llegando a acoger en su palacio hasta ochenta muchachos pobres, a los que alimentaba y educaba con cargo a sus propias rentas.

### Final
Falleció el 24 de mayo de 1588 y sus restos fueron inhumados al día siguiente en la capilla de Santa Ana de la catedral de Granada.